# Alzenau in Unterfranken
Alzenau in Unterfranken település Németországban, azon belül Bajorországban. Lakosainak száma 18 787 fő (2023. december 31.). Alzenau in Unterfranken Johannesberg, Karlstein am Main, Kahl am Main, Rodenbach (bei Hanau), Freigericht és Mömbris községekkel határos.

## Népesség
A település népessége az elmúlt években az alábbi módon változott:
| Lakosok száma | 115  | 4117 | 14 420 | 15 711 | 18 952 | 18 860 | 18 467 | 18 491 | 18 542 | 18 787 |
|               | 1875 | 1950 | 1975   | 1987   | 2012   | 2014   | 2016   | 2017   | 2021   | 2023   |